# Isfara
Isfara (rusky Исфара) je řeka v Kyrgyzstánu (Batkenská oblast), v Tádžikistánu (Sogdijský vilájet) a v Uzbekistánu. Na horním toku se nazývá Aksu a na středním toku Karavšij. Byla pravým přítokem Syrdarji, nyní se v ústí spojuje s Velkým Ferganským kanálem. Její délka činí 130 km. Povodí má rozlohu 3 240 km².

## Průběh toku
Zdrojem vody jsou ledovce v Turkestánském hřbetu. Poté, co opustí hory a vteče do Ferganské doliny vytváří rozsáhlý naplavený kužel. V ústí se pak spojuje s Velkým Ferganským kanálem.

## Vodní stav
Zdroj vody je sněhovo-ledovcový. Za červenec a srpen proteče 60 % ročního průtoku.

## Využití
Voda z řeky se zcela využívá na zavlažování. Na řece leží město Isfara.

## Problémy
Povodí Isfary je domovem pro 185 tis. lidí a i díky jejich spotřebě vody byl zaznamenán pokles hladiny v Isfaře. V roce 2022 byla hladina o 50 cm nižší než v 60. letech 20. století. Mezistátní dohody stanovily limit využití vody na 37 % toku řeky.
Nedostatek vody způsobil konflikty mezi obyvateli příhraničních obcí. V srpnu 2015 obyvatelé vesnice Kuktaš zablokovali koryto vodního kanálu, kterým voda protékala na území tádžické osady Chorkuh. V reakci na to vesničané z Chorkuhu zablokovali cestu ke kyrgyzskému hřbitovu. Při následných střetech bylo zraněno 13 lidí.